# Ponte di Einstein-Rosen

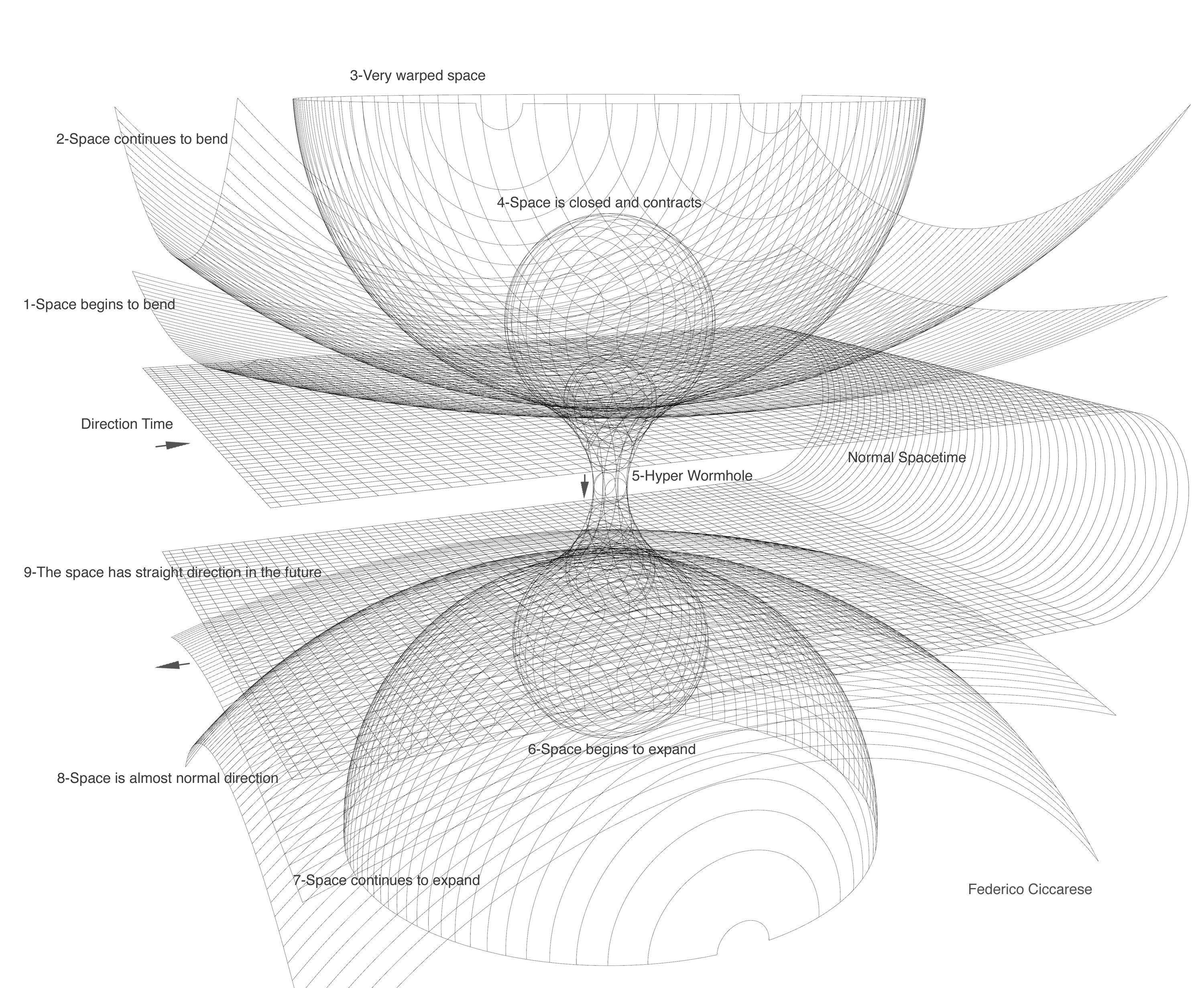
Percorso all'interno di un iperponte di Einstein-Rosen dove lo spaziotempo si piega fino a chiudersi su sé stesso per poi riespandersi e sfociare nel futuro.

Un ponte di Einstein-Rosen, oppure cunicolo spazio-temporale, o in inglese anche wormhole (in italiano letteralmente "buco di verme"), è un'ipotetica struttura topologica che connette disparati punti nello spaziotempo, e si basa su una soluzione speciale dell'equazione di campo di Einstein.
Un ponte di Einstein-Rosen può essere immaginato come un tunnel con due estremità in punti separati nello spaziotempo (ovvero, differenti luoghi nello spazio o differenti momenti nel tempo, o entrambi). 

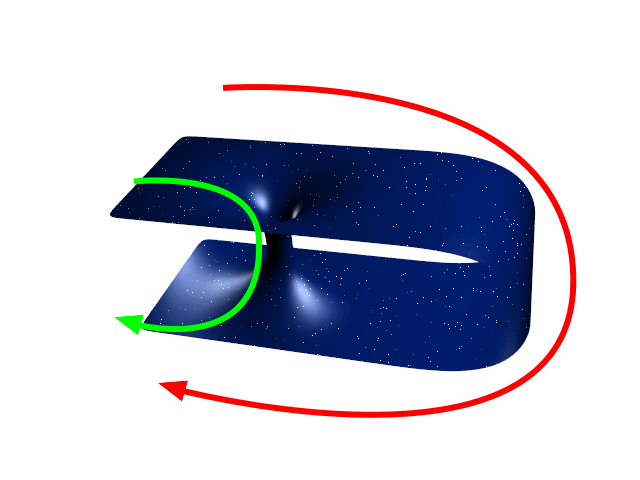
Rappresentazione bidimensionale di un ponte di Einstein-Rosen (o cunicolo spazio-temporale).

I ponti di Einstein-Rosen sono coerenti con la teoria della relatività generale, ma resta da vedere se queste strutture esistano effettivamente. Molti scienziati postulano che essi siano semplicemente proiezioni di una quarta dimensione spaziale, analogamente a come un essere bidimensionale potrebbe sperimentare solo parte di un oggetto tridimensionale. Un'analogia ben nota di tali costrutti è fornita dalla bottiglia di Klein, che mostra un foro quando resa in tre dimensioni ma non in quattro o più dimensioni. 
Teoricamente, un ponte di Einstein-Rosen potrebbe connettere distanze estremamente lunghe come un miliardo di anni luce, distanze brevi come un paio di metri, differenti momenti nel tempo o addirittura differenti universi.
Nel 1995, Matt Visser suggerì che potrebbero essere presenti nell'universo molti ponti di Einstein-Rosen se nell'universo primordiale fossero state generate stringhe cosmiche con massa negativa. Alcuni fisici, come Kip Thorne, hanno suggerito come creare artificialmente i ponti di Einstein-Rosen.

## Sviluppo

### Ponte di Schwarzschild

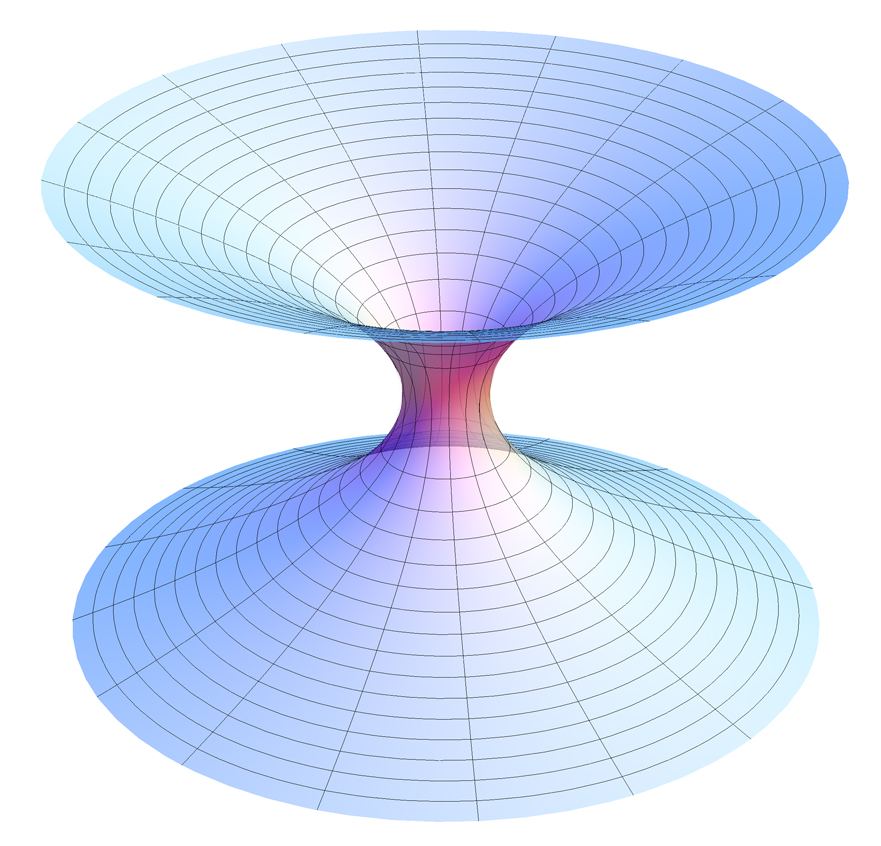
Diagramma incapsulato (embedded) di un ponte di Schwarzschild.

Il primo tipo di soluzione scoperta che porta ad un ponte di Einstein-Rosen è stato il ponte di Schwarzschild, che sarebbe presente nella metrica di Schwarzschild (una soluzione delle equazioni di campo di Einstein) che descrive un buco nero eterno, ma si è scoperto che esso collasserebbe troppo rapidamente perché qualcosa possa attraversarlo da un'estremità all'altra. Si pensava che i ponti di Einstein-Rosen che potevano essere attraversati in entrambe le direzioni, noti come wormhole attraversabili, fossero possibili solo se materia esotica con una densità di energia negativa potesse essere utilizzata per stabilizzarli. Tuttavia, i fisici in seguito riferirono che microscopici wormhole attraversabili potrebbero essere possibili e non richiedere alcuna materia esotica, necessitando solo di materia fermionica elettricamente carica con una massa sufficientemente piccola da non poter collassare in un buco nero carico. Sebbene tali wormhole, se possibili, possano essere limitati al solo trasferimento di informazioni, potrebbero esistere wormhole attraversabili dall'uomo se la realtà può essere ampiamente descritta dal secondo dei due modelli di Randall-Sundrum, una teoria basata sulle brane coerente con la teoria delle stringhe.

### Ponte di Einstein-Rosen
I ponti di Einstein-Rosen sono connessioni tra aree dello spazio che possono essere modellate come soluzioni del vuoto per le equazioni di campo di Einstein, e che sono ora intesi come parti intrinseche della versione massimamente estesa della metrica di Schwarzschild che descrive un buco nero eterno senza carica e senza rotazione. Per "massimamente esteso" ci si riferisce all'idea che lo spaziotempo non dovrebbe avere nessun limite: dovrebbe essere possibile continuare questo percorso lontano nel futuro della particella o nel suo passato per qualsiasi traiettoria di una particella in caduta libera (seguendo una geodetica nello spaziotempo).
Per soddisfare questo requisito, si ha che oltre alla regione interna del buco nero in cui entrano le particelle quando cadono attraverso l'orizzonte degli eventi dall'esterno, deve esserci una separata regione interna di un buco bianco che ci consenta di estrapolare le traiettorie di particelle che un osservatore esterno vede sollevarsi via dall'orizzonte degli eventi. E proprio come ci sono due regioni interne separate dello spaziotempo massimamente esteso, ci sono anche due regioni esterne separate, a volte interpretati come due differenti universi, con il secondo universo che ci permette di estrapolare alcune possibili traiettorie delle particelle nelle due regioni interne. Ciò significa che la regione interna del buco nero può contenere un mix di particelle cadute da uno dei due universi (e quindi un osservatore caduto da un universo potrebbe essere in grado di vedere la luce caduta dall'altro), e allo stesso modo le particelle provenienti dalla regione interna del buco bianco possono fuggire in entrambi gli universi. Tutte e quattro le regioni possono essere viste in un diagramma spaziotemporale che utilizza le coordinate Kruskal-Szekeres.
Il primo scienziato a teorizzare l'esistenza dei ponti di Einstein-Rosen fu Ludwig Flamm nel 1916, pochi mesi dopo che Schwarzschild pubblicò la sua soluzione, e fu riscoperta da Albert Einstein e il suo collega Nathan Rosen, che pubblicarono i loro risultati nel 1935.

### Ponti lorentziani
Sono una tipologia di ponte non attraversabile che creano una schiuma quantistica in una topologia spazio-temporale della varietà rappresentata da una varietà lorentziana. Furono proposti per la prima volta da John Archibald Wheeler nel 1957.

### Attraversabilità
I wormhole lorentziani permetterebbero di viaggiare da una parte all'altra dello stesso universo molto rapidamente oppure viaggiare da un universo ad un altro. La possibilità di ponti di Einstein-Rosen attraversabili nel rispetto della relatività generale fu per prima volta ipotizzata da Homer Ellis in una pubblicazione del 1973 e indipendentemente da K. A. Bronnikov in un articolo del 1973.
Più tardi, altri tipi di ponti di Einstein-Rosen attraversabili furono ipotizzati come soluzioni accettabili relativamente alle equazioni della relatività generale, includendo una varietà analizzata in un documento del 1989 di Matt Visser, in cui un sentiero attraverso il wormhole può essere praticato senza attraversare una regione di materia esotica. Nella versione originaria della teoria di Gauss-Bonnet invece la materia esotica non sarebbe necessaria ai wormhole per esistere. Un tipo tenuto aperto da massa esotica fu proposto da Visser in collaborazione con John G. Cramer et al., asserendo che tali cunicoli spazio-temporali potrebbero essere stati creati naturalmente nell'universo primordiale.
In un saggio del 1988, Morris, Thorne e Yurtsever cercarono esplicitamente di capire come si potrebbe convertire un wormhole attraversante lo spazio in uno attraversante il tempo.

## Origine del nome
Il termine inglese wormhole fu coniato dal fisico teorico americano John Archibald Wheeler, nel 1957.
(John Wheeler in Annali di Fisica)
L'analogia usata per spiegare il concetto espresso dal termine wormhole è questa: si immagini che l'universo sia una mela e che un verme viaggi sulla sua superficie. La distanza tra due punti opposti della mela è pari a metà della sua circonferenza se il verme si muove sulla superficie della mela, ma se invece esso scava un foro attraverso la mela stessa, la distanza che deve percorrere per raggiungere quel determinato punto diventa inferiore. Il foro attraverso la mela rappresenta il cunicolo spazio-temporale.

## Base teorica

### Definizione
La nozione base di un cunicolo spaziotemporale intra-universo (che collega almeno due o più punti dello stesso universo) è che esso sia una regione compatta dello spaziotempo, il cui confine è topologicamente insignificante ma il cui interno non è semplicemente connesso. Formalizzare questa idea conduce a definizioni come la seguente, presa dai ponti lorentziani di Matt Visser.
Descrivere i cunicoli inter-universo (che collegano almeno due o più universi paralleli) è più difficile. Per esempio, si può immaginare un universo neonato connesso al suo 'genitore' per mezzo di uno stretto "cordone ombelicale". Si può considerare il cordone ombelicale come la strozzatura del cunicolo, ma lo spaziotempo è semplicemente connesso.

### Plausibilità
Si sa che i ponti di Lorentz sono ammissibili nell'ambito della relatività generale, ma la possibilità fisica di queste soluzioni è incerta. Inoltre, non si sa se la teoria della gravità quantistica, ottenuta condensando la relatività generale nella meccanica quantistica, permetterebbe l'esistenza di questi fenomeni. La maggioranza delle soluzioni conosciute della relatività generale, che permettono l'esistenza di cunicoli spazio-temporali attraversabili, richiedono l'esistenza di un particolare tipo di materia esotica che abbia densità negativa di energia. Tuttavia, non è stato matematicamente provato che questo sia un requisito assoluto per questo tipo di ponti di Einstein-Rosen.
Una soluzione alle equazioni di Einstein della relatività generale (come quella che fece L. Flamm) che possa rendere possibile l'esistenza di un ponte di Einstein-Rosen senza il requisito di una materia esotica non è stata tuttora verificata. Molti fisici, compreso Stephen Hawking (cfr. la sua congettura di protezione cronologica), sono dell'opinione che a causa dei paradossi che sarebbero implicati da un viaggio nel tempo attraverso un tunnel gravitazionale, esista qualcosa di fondamentale nelle leggi della fisica che impedisca tali fenomeni (vedere censura cosmica).

## Metrica
In relatività generale la conformazione dello spazio tempo è data dal tensore metrico o semplicemente metrica, quindi le teorie che cercano una geometria dello spaziotempo atta a creare un ponte di Einstein-Rosen devono costruire delle metriche adatte. 
Un esempio di metrica che produce un ponte di Einstein-Rosen attraversabile è il seguente:
{\displaystyle ds^{2}=-c^{2}dt^{2}+dl^{2}+(k^{2}+l^{2})(d\theta ^{2}+\sin ^{2}\theta \,d\phi ^{2}).}
Invece esempi di metrica il cui ponte non è attraversabile sono 
- la soluzione di Schwarzschild:

{\displaystyle ds^{2}=-c^{2}\left(1-{\frac {2GM}{rc^{2}}}\right)dt^{2}+{\frac {dr^{2}}{1-{\frac {2GM}{rc^{2}}}}}+r^{2}(d\theta ^{2}+\sin ^{2}\theta \,d\phi ^{2}),}
- la metrica di Kruskal-Szekeres, che evidenzia la presenza del ponte:

{\displaystyle ds^{2}={\frac {32G^{3}M^{3}}{r}}\exp \left({\frac {-r}{2GM}}\right)(-dT^{2}+dX^{2})-r^{2}d\Omega ^{2}.}
La metrica più generale contenente un ponte di Einstein-Rosen attraversabile è:
{\displaystyle ds^{2}=-e^{a}c^{2}dt^{2}+{\frac {dr^{2}}{1-{\frac {b(r)}{r}}}}+r^{2}(d\theta ^{2}+\sin ^{2}\theta \,d\phi ^{2}),}
dove a è una funzione di r ovunque finita.

### Modello simulato
Nel 2022 l'Università di Sofia in Bulgaria, ha prodotto un nuovo modello teorico che permetterebbe la distinzione tra buchi neri ed i ponti di Einstein-Rosen, che condividono molte caratteristiche tra loro, ma con sottili differenze tra loro, le quali potrebbero diventare individuabili con l'ausilio di una lente gravitazionale, oppure tramite un'angolazione perfetta (ingresso rivolto perfettamente verso l'osservatore), il che consente l'osservare in modo chiaro la luce che lo attraversa ed individuare i dettagli che lo contraddistinguono.

## Buchi temporali

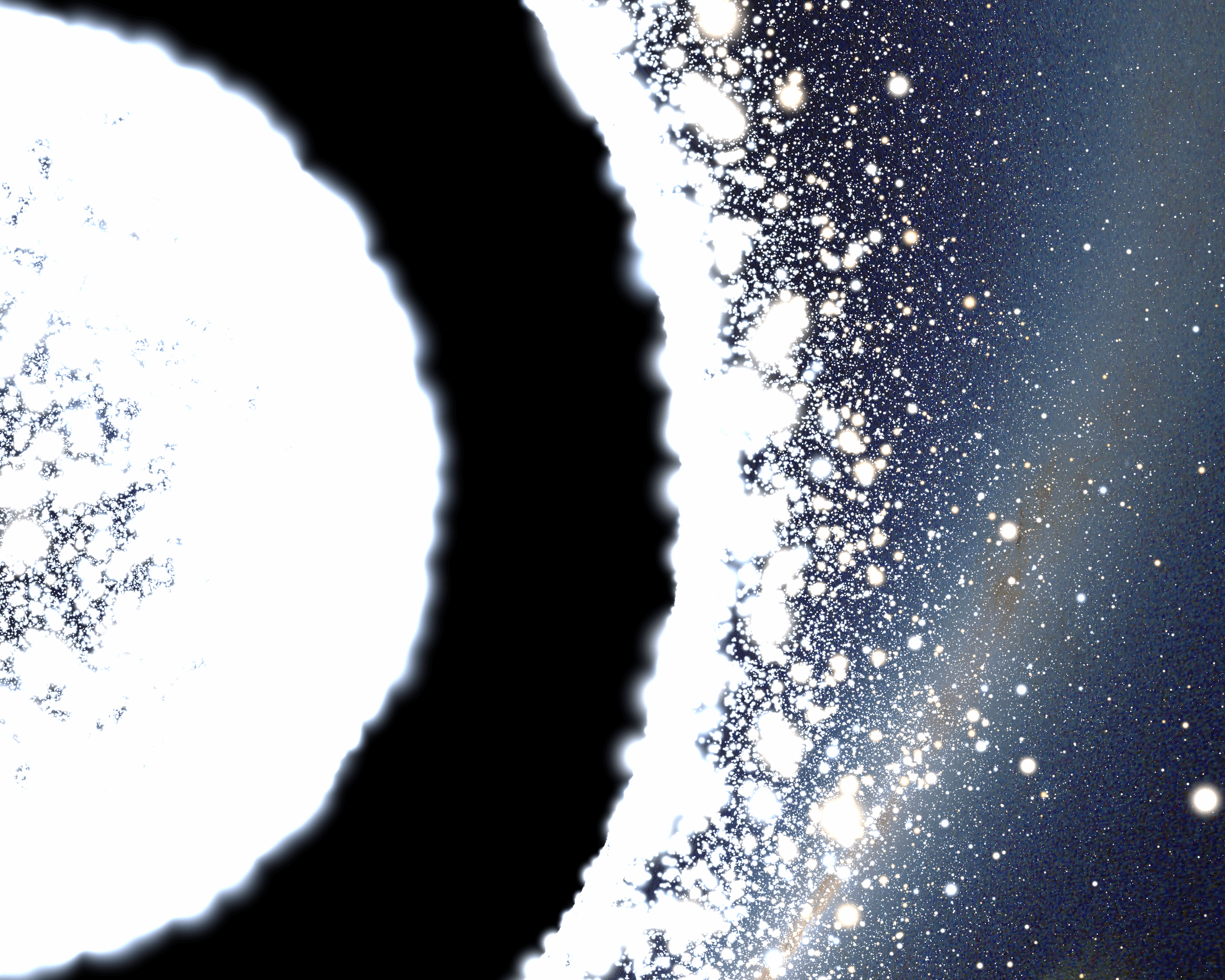
Interpretazione artistica di un cunicolo spazio-temporale come dovrebbe essere visto da un osservatore che stia attraversando l'orizzonte degli eventi di un ponte di Schwarzschild, il quale è simile ad un buco nero di Schwarzschild ma con la particolarità di avere in sostituzione alla regione dove si dovrebbe trovare la singolarità gravitazionale (nel caso del buco) un cammino instabile verso un buco bianco esistente in un altro universo (vedi anche Multiverso). Questa nuova regione è, comunque, irraggiungibile nel caso di un ponte di Schwarzschild, in quanto il ponte tra il buco nero e quello bianco collasserà sempre prima che l'osservatore abbia il tempo di attraversarlo.

Ipoteticamente, un ponte di Einstein-Rosen potrebbe potenzialmente permettere il viaggio nel tempo, accelerando un'estremità relativamente all'altra, e riportandola successivamente indietro. La dilatazione temporale relativistica risulterebbe in un minor tempo passato per la bocca del ponte che è stata accelerata, in confronto a quella rimasta ferma, il che significa che tutto ciò che è passato dalla bocca stazionaria, uscirebbe da quella accelerata in un tempo precedente a quello del suo ingresso. Il percorso attraverso un tale ponte di Einstein-Rosen viene detto curva spaziotemporale chiusa di tipo tempo e un ponte con questa caratteristica viene talvolta detto timehole o "buco temporale".
Per esempio, si considerino due orologi per entrambe le bocche che mostrano la stessa data: 2000. Dopo aver effettuato un viaggio a velocità relativistiche, la bocca accelerata è riportata nella stessa regione di quella stazionaria, con l'orologio della bocca accelerata che legge 2005, mentre l'orologio di quella stazionaria legge 2010. Un viaggiatore entrato dalla bocca accelerata in questo momento uscirebbe dalla stazionaria quando anche il suo orologio legge 2005, nella stessa regione, ma ora con cinque anni nel passato. Una tale configurazione di ponte di Einstein-Rosen permetterebbe ad una linea di mondo di particella di formare un cerchio chiuso nello spaziotempo, noto come curva del tempo chiusa.
Si ritiene comunque che non sia possibile convertire un ponte di Einstein-Rosen in una macchina del tempo in questa maniera; alcuni modelli matematici indicano che un circuito retroattivo di particelle virtuali, circolerebbe all'interno del timehole con intensità crescente, distruggendolo prima che qualsiasi informazione possa passarvi attraverso. Ciò è stato chiamato in causa dal suggerimento che la radiazione si disperderebbe dopo aver viaggiato attraverso il ponte di Einstein-Rosen, prevenendo così un accumulo infinito. Il dibattito su questo soggetto è descritto da Kip S. Thorne nel libro Buchi neri e salti temporali, e richiederebbe probabilmente la risoluzione di una teoria della gravità quantistica.

### Ipotetico viaggio superluminale
I ponte di Einstein-Rosen speculativamente potrebbero permettere viaggi superluminali garantendo che la velocità della luce non sia ecceduta localmente in ogni tempo, limite fisico previsto dalla relatività ristretta, in quanto il viaggio attraverso il cunicolo spazio-temporale viene comunque eseguito a velocità subluminale, cioè inferiore alla velocità della luce. Se due punti infatti sono connessi tramite un ponte, il tempo impiegato per attraversarlo sarebbe minore del tempo impiegato da un raggio di luce attraversante lo spazio tra i due punti esterno al ponte stesso. Per analogia, correre lungo il fianco di una montagna alla massima velocità possibile richiederebbe più tempo che attraversare un tunnel sotto la montagna a velocità inferiore. Si può camminare lentamente giungendo a destinazione prima, poiché la distanza è più breve.

### Ipotetico viaggio temporale e paradossi
Secondo la teoria della relatività generale di Einstein, più un oggetto si sposta velocemente, più vedrà il tempo scorrere lentamente. Se, per esempio, l'entrata di un ponte di Einstein-Rosen resta immobile e la sua uscita si muove al 99,99% della velocità della luce, dopo 48 ore dall'entrata, saranno trascorsi soltanto 28 minuti all'uscita: ciò vuol dire che per l'osservatore saranno trascorsi 28 minuti, ma l'universo circostante si sarà evoluto di 48 ore. In linea puramente teorica, generando un ponte di Einstein-Rosen e variando la velocità di spostamento del suo punto d'uscita, si avrebbe la possibilità di viaggiare nel futuro: se la "fontana bianca", l'uscita, si spostasse idealmente a velocità superiori a quella della luce, sarebbe in grado di "sorpassare" la luce stessa e raggiungere punti dell'universo toccati da essa tempo prima; il che si tradurrebbe perciò in un viaggio nel passato.
Un ipotetico viaggio nel passato, e una conseguente serie di azioni compiute dal viaggiatore, porterebbero però ad alcuni paradossi, riportati qui sotto.

#### Congettura di protezione cronologica
Questi paradossi, e tutte le possibili varianti che ne possono scaturire, negano la possibilità dell'esistenza dei viaggi nel tempo, data l'assurdità delle situazioni che andrebbero a verificarsi. Una teoria utilizzata da molti scienziati, ripresa anche in molte opere fantascientifiche, è quella degli universi paralleli: il viaggiatore, in entrambi i paradossi sopra descritti, non si sarebbe spostato indietro nella propria linea temporale, ma avrebbe raggiunto una dimensione parallela con una linea cronologica a sé stante, da lui alterata senza il minimo effetto sulla propria.
Un'altra teoria molto discussa è la cosiddetta "censura cosmica" (congettura di protezione cronologica), secondo cui si verificherà sempre un evento che impedirà al viaggiatore di alterare il corso degli eventi. Negli esempi sopra riportati, ciò potrebbe includere un poliziotto che arresterebbe il viaggiatore prima che questi uccida il proprio nonno, o uno scivolone che farebbe cadere in un camino acceso il libro ricevuto in regalo dallo scrittore emergente. 

## Influenza culturale

### Narrativa
I cunicoli spazio-temporali, per la loro supposta capacità di rendere possibili i viaggi tra punti molto distanti del cosmo, sono un elemento narrativo assai sfruttato nella fantascienza. Un metodo correlato di viaggio che permette di superare la velocità della luce, che spesso appare nella fantascienza e specialmente nelle space opera, è la "guida a salti", che può spingere un'astronave tra due "punti di salto" prefissati, che connettono i sistemi solari. Connettere i sistemi solari con una rete di questo tipo risulta in un "terreno" fissato che può essere usato per costruire le varie trame.
Isaac Asimov usa l'espediente del salto temporale nel romanzo Paria dei cieli (1950), pur non usando il nome wormhole per riferirsi al buco temporale che si apre davanti al protagonista che viene catapultato avanti nel tempo di millenni.
I ponti di Einstein-Rosen sono il punto centrale del romanzo di Carl Sagan Contact (1985), per il quale Kip Thorne consigliò Sagan sulla possibilità di questi ponti. Dal romanzo di Sagan è stato tratto un omonimo film del 1997.
Negli anni novanta, i ponti di Einstein-Rosen si sono trovati al centro del dittico della Caccia alla Terra (Hunted Earth, 1990 e 1994) dello scrittore statunitense Roger MacBride Allen.

### Cinema e televisione
- Nella serie televisiva I viaggiatori, viene trovato un metodo per creare ponti di Einstein-Rosen che permettono viaggi tra universi paralleli; gli oggetti e le persone che viaggiano attraverso il cunicolo spazio-temporale partono e arrivano nello stesso punto geografico e cronologico, ma in una delle tante dimensioni parallele. Questa serie presume che la realtà esista come parte di un multiverso e si chiede cosa sarebbe successo se grandi o piccoli eventi della storia si fossero svolti in maniera differente (ucronia); sono queste scelte che danno vita agli universi alternativi nei quali è ambientata la serie. Analoghe premesse sono usate nell'episodio Universi paralleli della serie tv Star Trek: The Next Generation.
- L'ambientazione della serie televisiva Star Trek: Deep Space Nine è quella di una stazione spaziale collocata vicino ad un "tunnel spaziale" (ponte di Einstein-Rosen) stabile nello spazio del pianeta Bajor, che mette in comunicazione con il remoto quadrante Gamma della nostra galassia. Il cunicolo spazio-temporale è peraltro popolato da misteriose entità extradimensionali che, con il nome di "Profeti di Bajor", sono da sempre oggetto di religiosa venerazione da parte del popolo dei Bajoriani.
- I cunicoli spazio-temporali sono poi il principio base su cui si sviluppa la trama del film Stargate e delle serie tv derivatene Stargate SG-1, Stargate Atlantis e Stargate Universe. Gli Stargate sono antichissimi congegni costruiti da una razza aliena e disseminati per tutta la Via Lattea e altre galassie, nel tentativo di creare una rete d'interscambio per viaggiare rapidamente da un pianeta all'altro senza dover ricorrere a potenti vascelli spaziali.
- Nel film horror fantascientifico Punto di non ritorno (1997) il dottor William Weir (Sam Neil) illustra il concetto di cunicolo spazio-temporale ai membri dell'equipaggio del vascello aerospaziale Lewis and Clark; l'équipe astronautica è impegnata nella missione di soccorso e recupero della Event Horizon, un'astronave riapparsa sui radar a distanza di alcuni anni dall'ultimo avvistamento; il cunicolo spazio-temporale è la teoria alla base della (fantascientifica) tecnologia top-secret del trasferitore gravitazionale installato su quell'astronave: mediante la creazione di un buco nero artificiale, ovvero causando una rapidissima e massiva curvatura dello spazio, il congegno avrebbe fatto coincidere due punti altrimenti distanti tra loro nello spazio anni luce, producendo così una galleria gravitazionale attraversabile e consentendo il viaggio interstellare a un'effettiva velocità superluminale; tuttavia il corso della trama rivelerà che il passaggio attraverso il cunicolo spazio-temporale ha invece disatteso questa previsione trasportando la Event Horizon in un'oscura dimensione parallela che ha "stregato" il veicolo spaziale prima che questo facesse rientro.
- Nel film Sfera del 1998, i protagonisti scoprono che la presunta nave aliena situata a 300 metri sotto l'Oceano Pacifico non è altro che un'astronave americana di circa metà del XXI secolo che si era addentrata in un cunicolo spazio-temporale ed era ritornata indietro nel tempo di circa 300 anni, precisamente nel 1709, precipitando nel fondo dell'oceano.
- Un cunicolo spazio-temporale è anche alla base della sceneggiatura del film di Richard Kelly Donnie Darko (2001).
- Nel film Jumper - Senza confini, i cosiddetti Jumper usano i cunicoli spazio-temporali per teletrasportarsi in qualsiasi parte del mondo.
- Nel film Thor (2011), gli dei asgardiani usano il Ponte Bifrǫst per spostarsi tra i Nove regni dell'universo: sulla Terra la scienziata Jane Foster pensa che questo mezzo di trasporto possa essere un ponte di Einstein-Rosen.
- Nel film Interstellar di Christopher Nolan, i protagonisti vanno alla ricerca di nuovi mondi interstellari viaggiando attraverso un cunicolo spazio-temporale.
- Nella serie TV Fringe i cunicoli spazio-temporali sono utilizzati per il passaggio tra i due universi paralleli, e nella puntata finale della quinta stagione è stato utilizzato per viaggiare nel 2157 per cambiare il corso degli eventi.
- Nella serie TV The Big Bang Theory, nell'ottavo episodio della sesta stagione, Howard e Raj scoprono che Sheldon sparisce sempre alla stessa ora ogni giorno e si dilegua in uno stanzino. All'interno si trova una lavagna con scritto "43". I due allora, al fine di capire il significato di quel numero, installano una telecamera; ma Sheldon la scopre e manomette il video, sostituendo il filmato originale con un altro, dove fa alcuni test con un finto generatore di ponti di Eistein-Rosen di sua invenzione che gli permette di creare portali per universi paralleli.
- La trama della serie TV tedesca Dark è incentrata su viaggi avanti e indietro nel tempo resi possibili da un cunicolo spazio-temporale.
- Nel film commedia Non ci resta che il crimine, del 2019, diretto da Massimiliano Bruno, un ponte di Einstein-Rosen trasporta a Roma i tre amici protagonisti indietro nel tempo, dal 2018 all'anno 1982, per poi riportarli al presente.
- Nel film brasiliano Garota dourada l'astronomo-astrologo Aguia penetra con un ultraleggero in un cunicolo spazio-temporale che cercava da tempo: non farà mai più ritorno sulla Terra.